# Heinz Prüfer (Mathematiker)

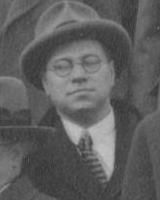
Heinz Prüfer, 1930 in Jena

Ernst Paul Heinz Prüfer (* 10. November 1896 in Wilhelmshaven; † 7. April 1934 in Münster) war ein deutscher Mathematiker, der sich vor allem mit Algebra und Gruppentheorie beschäftigte.

## Leben und Wirken
Heinz Prüfer besuchte das Gymnasium in Berlin-Zehlendorf und studierte ab 1915 an der Humboldt-Universität Berlin bei Ferdinand Georg Frobenius, Hermann Amandus Schwarz, Paul Koebe und Issai Schur, bei dem er 1921 promoviert wurde (Unendliche Abelsche Gruppen von Elementen endlicher Ordnung). Er war danach Assistent an der Universität Hamburg und der Universität Jena (bei Koebe, bei dem er sich 1923 habilitierte und den er zwei Semester 1926/27 in der Lehre vertrat), bevor er 1927 Privatdozent an der Westfälischen Wilhelms-Universität in Münster wurde. 1930 wurde er dort außerordentlicher Professor. Er starb mit nur 37 Jahren an Lungenkrebs. Behnke und Köthe charakterisieren ihn in ihrem Nachruf als reserviert, sehr selbständig und sorgfältig (beispielsweise in seinen Vorlesungen).

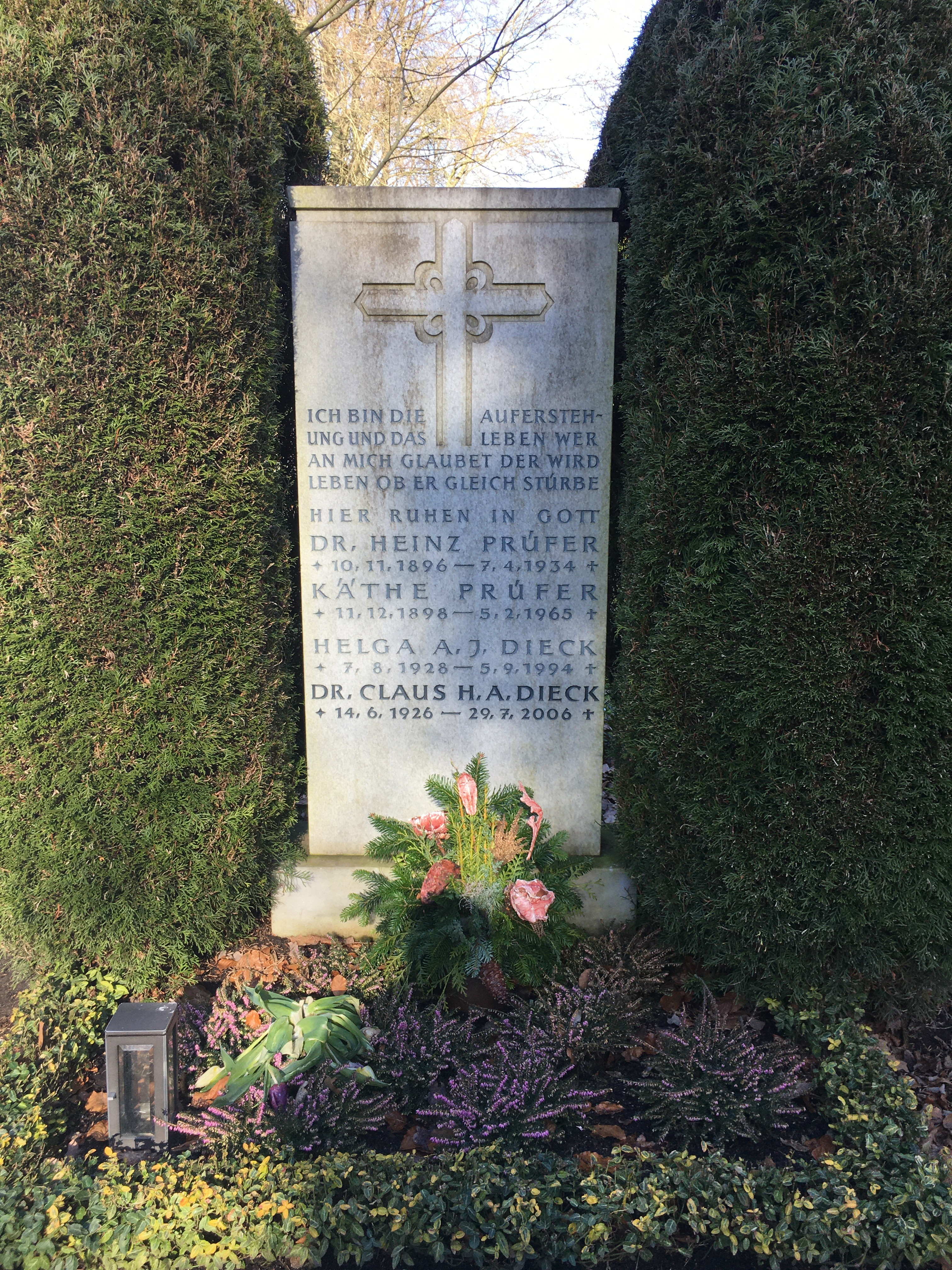
Grabstätte auf dem Friedhof Ohlsdorf

In Untersuchungen über die Zerlegbarkeit der abzählbaren primären abelschen Gruppen (1923) erweiterte er den Basissatz von endlichen abelschen Gruppen auf abzählbare p-Gruppen und führte den Begriff des Prüferrangs einer Gruppe ein. Im Satz von Prüfer charakterisierte er darin abzählbare {\displaystyle p}-Gruppen, die als direkte Summen von Gruppen vom Rang 1 darstellbar sind (und gab Gegenbeispiele, wo das nicht der Fall ist, die Prüfergruppe). In Theorie der Abelschen Gruppen 1,2 (1924/5) verallgemeinerte er die Resultate auf Moduln über Hauptidealringen und führte die Konzepte der Prüfer-Topologie ein. Prüfer beschäftigte sich auch mit algebraischer Zahlentheorie, Knotentheorie, Sturm-Liouville Theorie, den topologischen Grundlagen der Theorie riemannscher Flächen und projektiver Geometrie.
Nach ihm sind auch die Prüfer-Codes benannt, die er in einem neuen Beweis der Cayley-Formel für die Aufzählung von Baumgraphen verwandte (Archiv für Mathematik und Physik Band 27, 1918, S. 742), sowie Prüfer-Ringe bzw. Integritätsbereiche. Ebenfalls nach ihm benannt sind Prüfergruppen.
Prüfer war verheiratet, hatte aber keine Kinder. Er erhielt seine letzte Ruhestätte auf dem Hamburger Friedhof Ohlsdorf. Sie liegt im Planquadrat AB 29 bei Kapelle 6.

## Schriften
- Unendliche Abelsche Gruppen von Elementen endlicher Ordnung. 1921 (1923), doi:10.18452/139, (Berlin, Universität, Dissertation, 1921).
- Untersuchungen über die Zerlegbarkeit der abzählbaren primären Abelschen Gruppen. In: Mathematische Zeitschrift. Band 17, 1923, S. 35–61.
- Theorie der Abelschen Gruppen. I. Grundeigenschaften. In: Mathematische Zeitschrift. Band 20, 1924, S. 165–187.
- Theorie der Abelschen Gruppen. II. Ideale Gruppen. In: Mathematische Zeitschrift. Band 22, 1925, S. 226–253.
- Neue Begründung der algebraischen Zahlentheorie. In: Mathematische Annalen. Band 94, 1925, S. 198–243.
- Neue Herleitung der Sturm-Liouvilleschen Reihenentwicklung stetiger Funktionen. In: Mathematische Annalen. Band 95, 1926, S. 499–518.
- Projektive Geometrie. Aus dem Nachlaß herausgegeben von Gerhard Fleddermann, Gottfried Köthe. Noske, Leipzig 1935, (2. Auflage. Mit einem Vorwort von Bartel L. van der Waerden. Geest und Portig, Leipzig 1953).